# Dzierżanowo-Osada
Dzierżanowo-Osada – wieś w Polsce położona w województwie mazowieckim, w powiecie płockim, w gminie Mała Wieś.
W latach 1975–1998 miejscowość administracyjnie należała do województwa płockiego.